# Spiloptila
Genre
Spiloptila est un genre monotypique de passereaux de la famille des Cisticolidae. Il se trouve à l'état naturel dans le Sud du Sahara.

## Liste des espèces
Selon la classification de référence du Congrès ornithologique international (version 8.1, 2018) :
- Spiloptila clamans (Cretzschmar, 1826) — Prinia à front écailleux, Prinia grillon, Fauvette à front écailleux, Fauvette-roitelet à front écailleux, Spiloptile à front écailleux